# تاج و تخت تاریکی
«تاج و تخت تاریکی» (انگلیسی: Throne of Darkness) یک بازی ویدئویی در سبک هک اند اسلش است که توسط سییرا اینترتینمنت و در سال ۲۰۰۱ و در پلت‌فرم مایکروسافت ویندوز منتشر شده‌است.

## خلاصه داستان
بازی در یاماتو، نسخه‌ای قرون‌وسطایی از ژاپن تحت حکومت شوگان تسونایوشی و دایمیوهای چهار خاندان بزرگ جریان دارد. به دنبال رسیدن به جاودانگی، تسونایوشی خود را به اهریمنی به نام زانشین، فرمانده تاریکی، تبدیل می‌کند و ارتش تاریکی خود را برای فتح یاماتو آزاد می‌سازد.
در یک شب، نیروهای زانشین به‌طور ناگهانی به یاماتو حمله می‌کنند و با غافلگیر کردن خاندان‌ها، آن‌ها را نابود می‌سازند. با این حال، زانشین که گمان می‌کند همه دایمیوها کشته شده‌اند، سربازان خود را پیش از موعد فراخوانده و ناخواسته اجازه می‌دهد یکی از دایمیوها و هفت تن از سامورایی‌هایش زنده بمانند. با طلوع خورشید، دایمیوی باقی‌مانده تصمیم به ضدحمله می‌گیرد و به هفت سامورایی بازمانده دستور می‌دهد تا زانشین و نیروهایش را نابود کنند.
چهار خاندان و دایمیوهای آن‌ها برگرفته از خاندان‌ها و شخصیت‌های تاریخی ژاپن هستند:
- خاندان موری به رهبری دایمیو موری موتوناوری
- خاندان اودا به رهبری دایمیو اودا نوبوناگا
- خاندان توکوگاوا به رهبری دایمیو توکوگاوا ایه‌یاسو
- خاندان تویوتومی به رهبری دایمیو تویوتومی هیده‌یوشی